# Zé Rafael
Zé Rafael, właśc. José Rafael Vivian (ur. 16 czerwca 1993 w Ponta Grossa) – brazylijski piłkarz pochodzenia włoskiego występujący na pozycji środkowego pomocnika, od 2018 roku zawodnik Palmeiras.